# Christophe Négrel
Christophe Négrel, né le 25 mai 1977 à Marseille, est un taekwondoïste français. Il évolue dans la catégorie de poids des moins de 80 kg.

## Palmarès

### Jeux olympiques
- 1/4 de finaliste (9eme d'après le classement officiel) en 2004 à Athènes[1].

### Tournoi mondial de qualification olympique
- Vainqueur en 2003 à Paris[2].

### Championnats du monde
- Vice-champion en 1997 à Hong Kong[3].
- Cinquième en 2003 à Garmisch-Partenkirchen[4]

### Coupe du monde
- Deuxième en 2000 à Lyon[5].

### Championnats d'Europe
- Champion en 2005 à Riga.
- Vice-champion en 2004 à Lillehammer[6].
- Troisième en 2000 à Patra[7].
- Troisième en 1994 à Bucarest (tournoi juniors).

## Vie privée
Il fut un moment le compagnon de la taekwondoïste mexicaine Iridia Salazar.